# Камйонкі (Нідзицький повіт)
Камйонкі (пол. Kamionki) — село в Польщі, у гміні Козлово Нідзицького повіту Вармінсько-Мазурського воєводства.
Населення — 74 особи (2011).
У 1975-1998 роках село належало до Ольштинського воєводства.

## Демографія
Демографічна структура станом на 31 березня 2011 року:
|          | Загалом | Допрацездатний вік | Працездатний вік | Постпрацездатний вік |
| -------- | ------- | ------------------ | ---------------- | -------------------- |
| Чоловіки | 45      | 10                 | 32               | 3                    |
| Жінки    | 29      | 5                  | 19               | 5                    |
| Разом    | 74      | 15                 | 51               | 8                    |